# Grapholita jungiella
Grapholita jungiella là một loài bướm đêm thuộc họ Tortricidae. Nó được tìm thấy ở hầu hết châu Âu (except Iceland, bán đảo Iberia, hầu hết the Balkan Peninsula và Ukraina), phía đông đến Cận Đông và phần phía đông của the Palearctic ecozone.

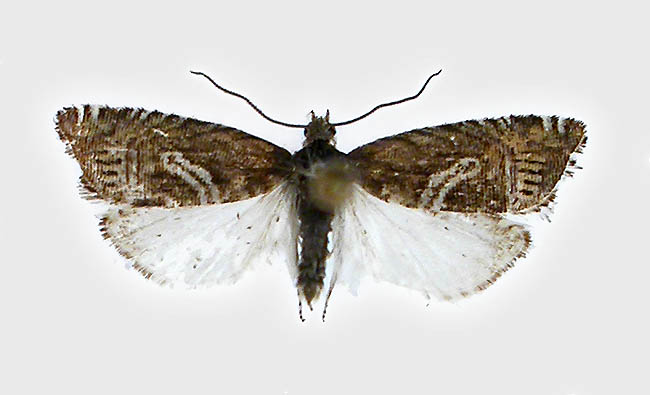

Sải cánh dài 10–13 mm. Con trưởng thành bay từ tháng 4 đến tháng 5. Depending on the location, there are either one or two generations.
Ấu trùng ăn Lathyrus linifolius và Vicia sepium. They spin the leaves of their host together or live inside the seed pod.